# Olympische Sommerspiele 2016/Teilnehmer (Amerikanisch-Samoa)
| Gelbes Symbol für Goldmedaillen mit stilisierten Olympischen Ringen | Graues Symbol für Silbermedaillen mit stilisierten Olympischen Ringen | Braundes Symbol für Bronzemedaillen mit stilisierten Olympischen Ringen |
| ------------------------------------------------------------------- | --------------------------------------------------------------------- | ----------------------------------------------------------------------- |
| —                                                                   | —                                                                     | —                                                                       |

Amerikanisch-Samoa nahm in Rio de Janeiro an den Olympischen Spielen 2016 teil. Es war die insgesamt achte Teilnahme an Olympischen Sommerspielen. Das American Samoa National Olympic Committee nominierte vier Athleten in drei Sportarten.

## Teilnehmer nach Sportarten

### Gewichtheben
| Athleten            | Wettbewerb       | Reißen  | Reißen        | Stoßen        | Stoßen        | Zweikampf     | Zweikampf     | Rang          |
| Athleten            | Wettbewerb       | Gewicht | Rang          | Gewicht       | Rang          | Gewicht       | Rang          | Rang          |
| ------------------- | ---------------- | ------- | ------------- | ------------- | ------------- | ------------- | ------------- | ------------- |
| Männer              |                  |         |               |               |               |               |               |               |
| Tanumafili Jungblut | Klasse bis 94 kg | 141 kg  | nicht beendet | nicht beendet | nicht beendet | nicht beendet | nicht beendet | nicht beendet |

### Judo
| Athleten            | Wettbewerb       | 1. Runde       | 1. Runde    | 2. Runde      | 2. Runde      | Viertelfinale | Viertelfinale | Halbfinale / Trostrunde | Halbfinale / Trostrunde | Finale / Platz 3 | Finale / Platz 3 | Rang |
| Athleten            | Wettbewerb       | Gegner         | Ergebnis    | Gegner        | Ergebnis      | Gegner        | Ergebnis      | Gegner                  | Ergebnis                | Gegner           | Ergebnis         | Rang |
| ------------------- | ---------------- | -------------- | ----------- | ------------- | ------------- | ------------- | ------------- | ----------------------- | ----------------------- | ---------------- | ---------------- | ---- |
| Männer              |                  |                |             |               |               |               |               |                         |                         |                  |                  |      |
| Benjamin Waterhouse | Klasse bis 73 kg | C. Repiyallage | 000s4:101s1 | ausgeschieden | ausgeschieden | ausgeschieden | ausgeschieden | ausgeschieden           | ausgeschieden           | ausgeschieden    | ausgeschieden    | 17   |

### Leichtathletik
Laufen und Gehen 
| Athleten      | Wettbewerb | Vorlauf | Vorlauf | Runde 1       | Runde 1       | Halbfinale    | Halbfinale    | Finale        | Finale        | Rang |
| Athleten      | Wettbewerb | Zeit    | Rang    | Zeit          | Rang          | Zeit          | Rang          | Zeit          | Rang          | Rang |
| ------------- | ---------- | ------- | ------- | ------------- | ------------- | ------------- | ------------- | ------------- | ------------- | ---- |
| Frauen        |            |         |         |               |               |               |               |               |               |      |
| Jordan Mageo  | 100 m      | 13,72 s | 85      | ausgeschieden | ausgeschieden | ausgeschieden | ausgeschieden | ausgeschieden | ausgeschieden | 85   |
| Männer        |            |         |         |               |               |               |               |               |               |      |
| Isaac Silafau | 100 m      | 11,51 s | 87      | ausgeschieden | ausgeschieden | ausgeschieden | ausgeschieden | ausgeschieden | ausgeschieden | 87   |